# روبرت بن غارانت
روبرت بن غارانت (بالإنجليزية: Robert Ben Garant)‏ مواليد 14 سبتمبر 1970 في كوكفل، الولايات المتحدة، هو ممثل ومخرج ومنتج وكوميدي وكاتب سيناريو أمريكي.

## الأعمال
- اللهاية
- هيربي: فولي لوديد
- ليلة في المتحف
- بولز أوف فيوري
- ليلة في المتحف 2
- آرشر
- برغر بوب
- الحجاب

## روابط خارجية
- روبرت بن غارانت على موقع IMDb (الإنجليزية)
- روبرت بن غارانت على موقع روتن توميتوز (الإنجليزية)
- روبرت بن غارانت على موقع ألو سيني (الفرنسية)
- روبرت بن غارانت على موقع ميوزك برينز (الإنجليزية)
- روبرت بن غارانت على موقع أول موفي (الإنجليزية)
- روبرت بن غارانت على موقع قاعدة بيانات الأفلام السويدية (السويدية)
- روبرت بن غارانت على موقع إن إن دي بي (الإنجليزية)
- روبرت بن غارانت على موقع قاعدة بيانات الفيلم (الإنجليزية)
- روبرت بن غارانت على موقع كينوبويسك (الروسية)